# Joseph O'Leary
 Joseph Stephen O'Leary, né en 1949 à Cork, est un prêtre, philosophe et théologien catholique irlandais. Installé au Japon depuis 1983, il est un théologien des religions, spécialiste du bouddhisme notamment, ainsi qu'un patristicien reconnu.

## Biographie
Ancien étudiant du Maynooth College, où il obtient son doctorat en 1976, il étudie également à l'Université grégorienne ainsi qu'à l'Institut catholique de Paris. Ordonné pour le diocèse de Cork et Ross en 1973, il est aumônier puis enseigne la théologie dans diverses universités américaines avant de s'installer au Japon en août 1983. Il travaille comme chercheur à l'Institut pour la religion et la culture de Université Nanzan, (1985-1986), où il occupe ensuite la chaire Roche pour la recherche interreligieuse (2015-16). Il enseigne à la Faculté des Lettres de l'Université Sophia, à Tokyo, de 1988 à 2015.
Il est également invité dans de nombreuses universités américaines, notamment à l'Institut catholique de Paris où il occupe la Chaire Étienne Gilson en 2011, ainsi qu'à la Humboldt Universität de Berlin en 2012.
Avec Richard Kearney (en)et William Desmond (en), Joseph O'Leary est nommé parmi les « trois philosophes irlandais exerçant leur métier à l'étranger » dans The Irish Times.

### Œuvre théologique
Ancien étudiant en littérature anglaise et française, O'Leary s'intéresse depuis longtemps à la signification théologique de la littérature moderne et sur le rapport entre la culture européenne et la Bible.
En théologie, O'Leary s'est spécialisé dans l'étude de la patristique, en particulier de l’œuvre de saint Augustin. Lecteur de Heidegger et familier de Stanislas Breton, Jean-Luc Marion, Jean-François Courtine ou encore Emmanuel Martineau, il développe une approche critique de la tradition patristique en s'appuyant sur le projet heideggérien de dépassement de la métaphysique. En 1979, il organise avec Richard Kearney un séminaire au Centre culturel irlandais de Paris auquel participent Jean Beaufret, Paul Ricœur et Emmanuel Levinas, et qui aboutit à la publication de Heidegger et la question de Dieu. L'approche heideggerienne a été précisée de manière programmatique dans son premier livre, Questioning Back: The Overcoming of Metaphysics in Christian Tradition (1985), qui a également montré l'influence de Jacques Derrida et de ses premières rencontres avec la philosophie bouddhiste. Bien que convaincu de la véracité et de la validité de la théologie métaphysique chrétienne classique, O'Leary est également convaincu de la nécessité de « prendre du recul » par rapport à la « matière elle-même », c'est-à-dire à la phénoménalité des événements bibliques dans les horizons de compréhension contemporaine. S'inspirant de Heidegger pour renouveler les vieilles questions de Luther et Harnack sur la synthèse patristique de la Bible et de la pensée grecque, il préconise une méthode déconstructionniste de lecture des textes patristiques qui fait ressortir les tensions et les failles des synthèses Athènes-Jérusalem telles qu'elles se manifestent dans la texture de l'écriture d'Origène, de Grégoire de Nysse et d'Augustin. Il a depuis publié de nombreux essais sur ces auteurs patristiques, notamment un livre d'étude intitulé Christianisme et philosophie chez Origène (2011).
L'autre grand thème de son œuvre est le pluralisme religieux, mis en avant dans son deuxième livre, La vérité chrétienne à l'âge du pluralisme religieux (1994). Concevant la théologie comme un jeu de jugement réflexif dans un contexte mobile et pluraliste, O'Leary a exploré les possibilités d'un conventionnalisme théologique d'inspiration bouddhique dans L'art du jugement en théologie (Éditions du Cerf, « Cogitatio Fidei », 2011) et encore dans Conventional and Ultimate Truth: A Key for Fundamental Theology (2015). Ce dernier livre expose une méthode de base sous les rubriques du jugement réfléchi et de la vérité conventionnelle et visite les lieux qui défient la pensée théologique d'aujourd'hui : la littérature moderniste, la métaphysique et son dépassement, l'Écriture, l'expérience religieuse, la théologie négative, le pluralisme religieux et le dogme. Ces volumes sur la théologie fondamentale avancent une vision du langage doctrinal qui est de plus en plus influencée par la dyade bouddhiste de la vérité conventionnelle et ultime. La thèse de base est que les traditions religieuses peuvent fonctionner comme des véhicules de l'ultime, mais que pour le faire de manière authentique et efficace, elles doivent pleinement reconnaître leur statut conventionnel de constructions linguistiques ancrées dans l'histoire. Conjurant nominalisme et relativisme, O'Leary s'oppose à Derrida et aux interprètes occidentaux de Nāgārjuna sur la notion de vérité, afin de maintenir la référence objective des énoncés doctrinaux malgré leur tissu conventionnel.

### Livres (auteur)
- (en) Questioning Back. The Overcoming of Metaphysics in Christian Tradition. Minneapolis: Winston-Seabury, 1985.
- La Vérité chrétienne à l'âge du pluralisme religieux. Paris, Éditions du Cerf, coll « Cogitatio Fidei », 1994.
- (en) Religious Pluralism and Christian Truth. Edinburgh University Press, 1996.
- L’Art du jugement en théologie. Paris, Éditions du Cerf, coll « Cogitatio Fidei », 2011.
- Christianisme et philosophie chez Origène. Paris, Éditions du Cerf, coll « Philosophie & Théologie », 2011.
- Philosophie occidentale et concepts bouddhistes. Paris, Presses Universitaires de France, coll « Chaire Gilson », 2011.
- (en) Conventional and Ultimate Truth: A Key for Fundamental Theology. University of Notre Dame Press, 2015.
- (en) Buddhist Nonduality, Paschal Paradox: A Christian Commentary on the Teaching of Vimalakirti (Vimalakirti-nirdesa). Peeters, 2018.
- (en) Reality Itself: Philosophical Challenges of Indian Mahāyāna. Nagoya : Chisokudō, 2019.

### Éditions et traductions
- Heidegger et la question de Dieu. Éditions Bernard Grasset (‘Figures’), 1980. Ed. Rich-ard Kearney and J. S. O’Leary. 2e ed. Paris : Presses Universitaires de France, 2009.
- (en) Nishida Kitarō, Intuition and Reflection in Self-Consciousness. Trans. Y. Takeuchi, V. H. Vi-glielmo, and J. S. O’Leary. State University of New York Press, 1987.
- (en) Heinrich Dumoulin, Zen Buddhism in the 20th Century. Traduit et adapté par J. S. O’Leary. Weatherhill, 1992.
- (en) Heinrich Dumoulin, Understanding Buddhism: Key Themes. Traduit et adapté par J. S. O’Leary. Weatherhill, 1994.
- (en) Buddhist Spirituality I (World Spirituality: An Encyclopedic History of the Religious Quest 8). Ed. Y. Takeuchi, J. Van Bragt, J. W. Heisig, J. S. O’Leary, and P. L. Swanson. Crossroad, 1993.
- (en) Buddhist Spirituality II (World Spirituality 9). Ed. Y. Takeuchi, J. W. Heisig, J. S. O’Leary, and P. L. Swanson. Crossroad, 1999.